# Danilo Bertazzi
Danilo Bertazzi (Chivasso, 23 febbraio 1960) è un attore teatrale, personaggio televisivo e autore televisivo italiano.
Dal gennaio 1999 al febbraio 2004 è stato protagonista della Melevisione, programma per bambini di Rai 3, interpretando il folletto Tonio Cartonio. Dal 2006 al 2008 ha condotto Trebisonda e nel 2014 è rientrato alla Melevisione nel ruolo del Cuoco Danilo. 

## Biografia
Ha ottenuto il diploma al Centro di Formazione Teatrale di Torino, seguito da seminari di perfezionamento e ha lavorato, dividendosi tra teatro e televisione, con registi selezionati (Massimo Scaglione, Krzysztof Zanussi, Petruzzi, Gervasio) e ricoprendo ruoli diversi tra loro. Con il Teatro Stabile di Torino ha lavorato ne Il piccolo principe e Cuore a gas, con il Teatro delle Dieci ne La cantatrice calva, Rassegna di monologhi, Questa sera si recita a soggetto e anche teatro per bambini.
Per la televisione ha preso parte a varie produzioni come Versilia '66, Carolina Invernizio, Il giro del mondo in 80 giorni (varietà di Rai 1 dove dava la voce a Topo Gigio) e Passioni. Al suo curriculum si aggiungono inoltre diverse produzioni radiofoniche, dalle letture di Cesare Pavese ai Racconti di mezzanotte, e ancora sceneggiati e doppiaggi. Nel 1990 ha preso parte allo spot della SIP per il servizio 187. Nel 1995 ha preso parte al film Cuore cattivo e nel 1999 ha interpretato il ruolo di un agente della Polizia Penitenziaria nel film Ormai è fatta!, accanto a Stefano Accorsi.
Ha lavorato per poco più di sei anni nel programma Melevisione interpretando Tonio Cartonio, il folletto bibitiere, ruolo con cui ha raggiunto grande notorietà, diventando un'icona per i bambini degli anni novanta. Nel 2004 ha abbandonato il programma a causa di una malattia, per alcune incomprensioni con un nuovo regista e perché il personaggio di Tonio Cartonio "stava prendendo il sopravvento". Dal dicembre 2005 ha lavorato in teatro assieme al gruppo musicale Nuove Tribù Zulu in Fantastica, spettacolo ispirato alle fiabe di Gianni Rodari, mentre nel febbraio 2006 è con Oreste Castagna in Racconti di Pace, spettacolo proposto per il Carnevale di Trento. Dal 9 ottobre 2006 fino all'estate del 2008 è tornato su Rai 3 col programma contenitore Trebisonda, dove ha interpretato il personaggio di Danilo.
Dal novembre 2010 ha condotto il programma Slurp sul canale Arturo insieme a Michela Coppa, una trasmissione di cucina riservata ai ragazzi. Dall'estate 2011 ha partecipato alla soap opera CentoVetrine nel ruolo del dottor Giorgio Correntini e nell'inverno è tornato alla Melevisione interpretando il ruolo di Cuoco Danilo. Nello stesso anno ha recitato nel film Le stelle inquiete, diretto da Emanuela Piovano, nel ruolo di Padre Perrin. Dal 2012 è autore del programma La posta di YoYo sul canale Rai Yoyo.
Dal 2020 è stato membro del cast del programma Che succ3de?, condotto da Geppi Cucciari su Rai 3, in qualità di "notaio" nella puntata speciale del venerdì sera. Nell'aprile 2022 è tornato in televisione con Calzino, un nuovo programma per bambini disponibile su Rai Yoyo.

## Vita privata
A seguito dell'abbandono del programma televisivo Melevisione, fu oggetto di una bufala che ebbe ampia diffusione, secondo la quale sarebbe stato sostituito poiché morto di overdose. Come rivelato dallo stesso Bertazzi,  non fu possibile risalire all'inventore della maldicenza, nonostante le denunce presentate, tanto che molti furono portati a credere che la sua ricomparsa in Trebisonda fosse in realtà stata attuata per mezzo di un sosia.
Il 16 gennaio 2019 ha reso nota al grande pubblico la sua omosessualità, aggiungendo che dal 2012 ha un compagno. Si è sposato nel luglio 2024.

## Filmografia

### Cinema
- Cuore cattivo, regia di Umberto Marino (1995)
- Senza chiave, regia di Enrico Martini Mauri e Roberto Schinardi – cortometraggio (1998)
- Ormai è fatta!, regia di Enzo Monteleone (1999)
- L'accertamento, regia di Lucio Lunerti (2001)
- Le stelle inquiete, regia di Emanuela Piovano (2011)

### Televisione
- Diciottanni - Versilia 1966 – serie TV, episodio 1x02 (1988)
- Passioni – serie TV (1993)
- Amazing World – serie TV (2006)
- CentoVetrine – serial TV (2011)
- Il caso Ziqqurat – serie TV (2019)
- Pesci piccoli - Un'agenzia. Molte idee. Poco budget – serie TV, episodio 2x04 (2025)

## Programmi televisivi
- Melevisione (1999-2004, 2011-2015)
- Trebisonda (2006-2008)
- Slurp (2010)
- La posta di YoYo (2012-)
- Che succ3de? (2020-2022)
- Calzino (2022-)
- Un cerotto per amico (2023)[7]

## Spot pubblicitari
- SIP (1990)
- Panettone Motta (1996)